# Исмаилова, Ольга Юрьевна
Ольга Юрьевна Исмаилова (Панарина; бел. Вольга Юр’еўа Панарына, азерб. Olqa İsmayılova; род. 16 сентября 1985, Харьков) — белорусская и азербайджанская профессиональная велогонщица, чемпионка мира 2011 года. Заслуженный мастер спорта Республики Беларусь (2011).

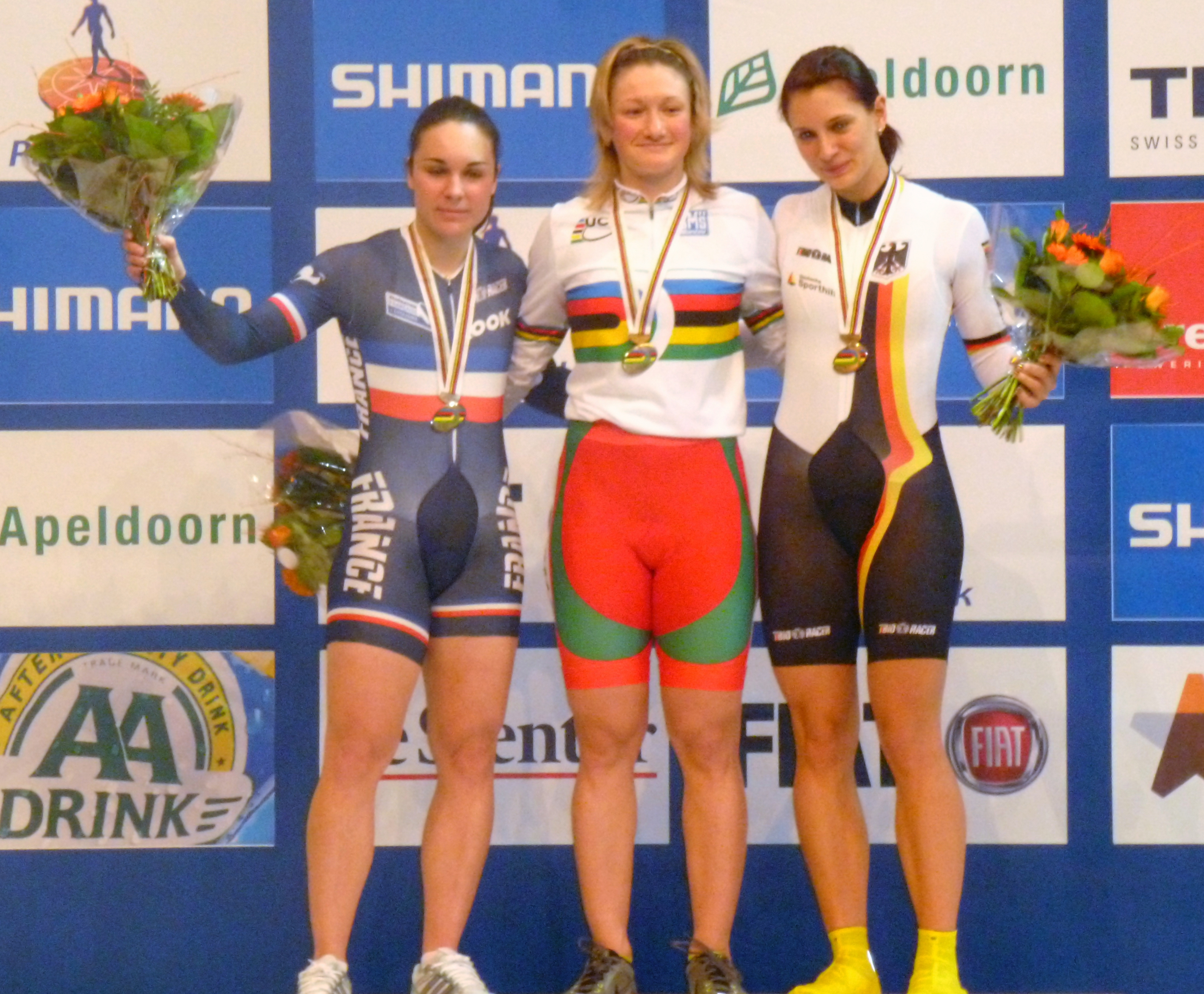
Ольга Панарина (в центре) — чемпионка мира 2011 года.

3 октября 2011 года во время соревнований Кубка Беларуси Ольга Панарина на велотреке «Минск-Арена» превзошла национальный рекорд в гите на 500 метров с места, преодолев дистанцию за 33,168 секунды, что на 0,128 секунды лучше мирового рекорда, установленного литовкой Симоной Крупескайте на чемпионате мира в польском Прушкове.
5 ноября 2011 года на стартовом этапе Кубка мира, проходившем на велотреке «Сары-Арка» в Астане, в квалификационном заезде спринта — гонке на 200 м с хода — Панарина повторила мировой рекорд Симоны Крупескайте (10,793 сек.).
В 2012 году Панарина приняла участие в летних Олимпийских играх в Лондоне. В кейрине белорусская спортсменка выступила неудачно. В первом раунде Ольга заняла последнее место в своём заезде, но получила ещё один шанс выйти в полуфинал. Для этого было необходимо попасть в тройку лучших в перезаезде. В дополнительной гонке Ольга финишировала пятой и выбыла из соревнований, заняв итоговое 15-е место. В квалификации спринта Панарина показала 5-е время и в первом раунде встретилась с кореянкой Ли Хё Джин. В очном поединке белорусская спортсменка оказалась сильнее и вышла во второй раунд, где в двух заездах уступила литовской велогонщице Симоне Крупецкайте. В перезаезде Панарина оказалась быстрее своих соперниц и вышла в 1/4 финала, где уступила британке Виктории Пендлтон.
Тренируется под руководством российского специалиста Станислава Соловьёва.